# Anastrepha acidusa
Anastrepha acidusa är en tvåvingeart som först beskrevs av Walker 1849.  Anastrepha acidusa ingår i släktet Anastrepha och familjen borrflugor.
Artens utbredningsområde är Jamaica. Inga underarter finns listade i Catalogue of Life.